# Rosa de Oro
La Rosa de Oro es una distinción otorgada por el papa a personalidades católicas preeminentes, usualmente emperadores, reyes,  y duques y a algunas advocaciones de la Virgen María, que fue creada por León IX en 1049, que consiste en un rosal de oro con flores, botones y hojas, colocado en un vaso de plata renacentista en un estuche de oropel con el escudo papal y que es bendecida el cuarto domingo de Cuaresma, ungida con el Santo Crisma y la inciensa, de modo que es un sacramental.

## Historia
La singular institución de la Rosa de Oro data de 1049. Se dice que queriendo el papa León IX poner bajo el dominio directo de la Santa Sede el célebre monasterio de Santa Cruz de Alsacia que había sido fundado por sus abuelos y sobre el cual tenía derechos de patronato, el monasterio se obligó por un tratado a enviar todos los años al mencionado papa y a sus sucesores el cuarto domingo de Cuaresma una rosa de oro o dos onzas del mismo metal. Así se verificó y con este motivo se estableció el ritual de la bendición y de la unción de la rosa de oro con la que se quiso figurar a Cristo representado por el oro, el más noble de todos los metales, y la resurrección del Salvador, significada por el bálsamo aromático. Antiguamente se pintaba la rosa de carmín para representar la sangre que derramó por su pueblo Jesús, pero luego fueron de oro bruñido, y el santo padre después de bendecirla la llevaba en procesión con la mano izquierda mientras que iba bendiciendo a los fieles con la derecha.
El pontífice acostumbraba a enviar todos los años esta razón a alguna iglesia particular o bien a algún príncipe o princesa de la cristiandad. La república veneciana poseía cinco rosas en el tesoro de San Marcos que han desaparecido durante las guerras de Italia y el papa Gregorio XVI envió la que bendijo en 1834 a la ciudad de Venecia.

## Destinatarios de la Rosa de Oro
La Rosa de Oro fue entregada, entre otros, a:
| Año                 | Destinatario | Papa                 | Tipo de destinatario |
| ------------------- | --- | -------------------- | -------------------- |
| 1096                | Fulco IV, conde de Anjou | Urbano II            | Hombre               |
| 1148                | Alfonso VII, rey de León y rey de Castilla                                                                                     | Eugenio III          | Hombre               |
| 1163                | Luis VII, rey de Francia | Alejandro III        | Hombre               |
| 1182                | Guillermo I, rey de los Escoceses                                                                                              | Lucio III            | Hombre               |
| 1227                | Raimundo Orsini | Gregorio IX          | Hombre               |
| 1244                | Iglesia de San Justo (Lyon) | Inocencio IV         | Iglesia              |
| 1304                | Iglesia de Santo Domingo (Perugia)                                                                                             | Benedicto XI         | Iglesia              |
| 1348                | Luis I, rey de Hungría | Clemente VI          | Hombre               |
| 1350                | Niccolò Acciaioli, gran senescal de Nápoles                                                                                    | Inocencio VI         | Hombre               |
| 1362                | Valdemar IV, rey de Dinamarca                                                                                                  | Urbano V             | Hombre               |
| 1368                | Juana I, reina de Nápoles | Urbano V             | Mujer                |
| 1369                | Basílica de San Pedro (Roma)                                                                                                   | Urbano V             | Iglesia              |
| 1389                | Raimondo del Balzo Orsini | Urbano V             | Hombre               |
| 1391                | Alberto, marqués de Ferrara | Bonifacio IX         | Hombre               |
| 1393                | Astorre I Manfredo da Bagnacavallo                                                                                             | Bonifacio IX         | Hombre               |
| 1398                | Ugolino III Trinci, señor de Foligno                                                                                           | Bonifacio IX         | Hombre               |
| 1410                | Nicolás III, marqués de Ferrara                                                                                                | Antipapa Alejandro V | Hombre               |
| 1411                | Carlos VI, rey de Francia | Antipapa Juan XXIII  | Hombre               |
| 1413                | Luigi Alidosi, señor de Imola                                                                                                  | Antipapa Juan XXIII  | Hombre               |
| 1415                | Segismundo, Sacro Romano Germánico Emperador                                                                                   | Antipapa Juan XXIII  | Hombre               |
| 1419                | República de Florencia | Martín V             | Estado               |
| 1420                | Guidantonio, conde de Urbino                                                                                                   | Martín V             | Hombre               |
| 1434                | Ranucio Farnesio, el viejo. | Eugenio IV           | Hombre               |
| 1435                | Segismundo, Sacro Romano Germánico Emperador                                                                                   | Eugenio IV           | Hombre               |
| 1444                | Enrique VI, rey de Inglaterra                                                                                                  | Eugenio IV           | Hombre               |
| 1448                | Casimiro IV, rey de Polonia | Nicolás V            | Hombre               |
| 1452                | Federico III, Sacro Romano Germánico Emperador y su mujer Leonor de Portugal.                                                  | Nicolás V            | Matrimonio           |
| 1457                | Carlos VII, rey de Francia | Calixto III          | Hombre               |
| 1465                | Federico d'Aragona | Paulo II             | Hombre               |
| 1477                | Luis III, marqués de Mantua | Sixto IV             | Hombre               |
| 1482                | Everardo I, duque de Wurttemberg                                                                                               | Sixto IV             | Hombre               |
| 1485                | Gilberto de Montpensier, conde del Delfinado                                                                                   | Inocencio VIII       | Hombre               |
| 1486                | Jacobo III, rey de los Escoceses                                                                                               | Inocencio VIII       | Hombre               |
| 1491                | Jacobo IV, rey de los Escoceses                                                                                                | Inocencio VIII       | Hombre               |
| 1493                | Isabel, reina de Castilla | Alejandro VI         | Mujer                |
| 1497                | Gonzalo Fernández de Córdoba, (el Gran Capitán)                                                                                | Alejandro VI         | Hombre               |
| 1505                | Alejandro, rey de Polonia | Julio II             | Hombre               |
| 1506                | Manuel I, rey de Portugal | Julio II             | Hombre               |
| 1514                | Manuel I, rey de Portugal | León X               | Hombre               |
| 1518                | Federico III, elector de Sajonia                                                                                               | León X               | Hombre               |
| 1512 ?¿             | Enrique VIII, rey de Inglaterra                                                                                                | Julio II             | Hombre               |
| 1521 ¿?             | Enrique VIII, rey de Inglaterra                                                                                                | León X               | Hombre               |
| 1524                | Enrique VIII, rey de Inglaterra                                                                                                | Clemente VII         | Hombre               |
| 1537                | Federico II, duque de Mantua                                                                                                   | Paulo III            | Hombre               |
| 1543                | Hércules II, duque de Ferrara                                                                                                  | Paulo III            | Hombre               |
| 1548                | Catalina de Medici, mujer de Enrique II de Francia                                                                             | Paulo III            | Mujer                |
| 1550                | Juan Manuel, príncipe de Portugal                                                                                              | Julio III            | Hombre               |
| 1551                | Basílica de Santa María la Mayor (Roma)                                                                                        | Julio III            | Iglesia              |
| 1555                | María I, reina de Inglaterra                                                                                                   | Paulo IV             | Mujer                |
| 1557                | María Enríquez Álvarez de Toledo, esposa de Fernando Álvarez de Toledo y Pimentel, III duque de Alba de Tormes                 | Paulo IV             | Mujer                |
| 1560                | María, reina de los Escoceses                                                                                                  | Pío IV               | Mujer                |
| 1561                | Ana, reina de Bohemia | Pío IV               | Mujer                |
| 1564                | República de Lucca | Pío IV               | Estado               |
| 1569                | Isabel Juana de la Lama y de la Cueva, mujer de Gabriel III de la Cueva y Girón, V duque de Alburquerque, gobernador de Milán, | Pio V                | Mujer                |
| 1572                | Carlos IX, rey de Francia | Gregorio XIII        | Hombre               |
| 1574 (24 de marzo)  | Juan de Austria | Gregorio XIII        | Hombre               |
| 1592                | Enrique IV, rey de Francia | Clemente VIII        | Hombre               |
| 1591 (24 de agosto) | Isabel Clara Eugenia, infanta de España.                                                                                       | Gregorio XIV         | Mujer                |
| 1598                | Margarita de Austria-Estiria, mujer de Felipe III de España                                                                    | Clemente VIII        | Mujer                |
| 1607                | Basílica de Santa María Sopra Minerva (Roma)                                                                                   | Paulo V              | Iglesia              |
| 1610                | Sancta Sanctorum | Paulo V              | Iglesia              |
| 1618                | Isabel de Francia, mujer del entonces Felipe, príncipe de Asturias (luego Felipe IV, rey de España)                            | Paulo V              | Mujer                |
| 1625                | Enriqueta María de Francia, mujer de Carlos I, rey de Inglaterra                                                               | Urbano VIII          | Mujer                |
| 1626                | Fernando II, gran duque de Toscana                                                                                             | Urbano VIII          | Hombre               |
| 1628                | Magdalena de Austria, viuda de Cosme II, gran duque de Toscana                                                                 | Urbano VIII          | Mujer                |
| 1630                | María Ana de España, mujer de Fernando III, Sacro Romano Germánico Emperador.                                                  | Urbano VIII          | Mujer                |
| 1631                | Tadeo Barberini, prefecto de Roma.                                                                                             | Urbano VIII          | Hombre               |
| 1634                | Basílica de San Pedro (Roma)                                                                                                   | Urbano VIII          | Iglesia              |
| 1635                | María Ana de Austria, mujer de Maximiliano I, elector de Baviera                                                               | Urbano VIII          | Mujer                |
| 1649                | Mariana de Austria, mujer de Felipe IV, rey de España                                                                          | Inocencio X          | Mujer                |
| 1651                | María Luisa Gonzaga, mujer de Juan Casimiro, rey de Polonia                                                                    | Inocencio X          | Mujer                |
| 1654                | Lucrecia Barberini, mujer de Francisco I, duque de Módena                                                                      | Inocencio X          | Mujer                |
| 1658                | Catedral de Santa María de la Asunción (Siena)                                                                                 | Alejandro VII        | Iglesia              |
| 1668                | María Teresa de España, mujer de Luis XIV, rey de Francia                                                                      | Alejandro VII        | Mujer                |
| 1672                | Leonor de Austria, mujer de Miguel, rey de Polonia.                                                                            | Clemente X           | Mujer                |
| 1684                | María Casimira Luisa de la Grange d'Arquien, mujer de Juan III, rey de Polonia.                                                | Inocencio XI         | Mujer                |
| 1699                | Guillermina Amalia de Brunswick-Luneburgo, mujer de José I, Sacro Romano Germánico Emperador.                                  | Inocencio XII        | Mujer                |
| 1701                | María Luisa Gabriela de Saboya, mujer de Felipe V, rey de España.                                                              | Clemente XI          | Mujer                |
| 1726                | Violante Beatriz de Baviera, mujer de Fernando, gran príncipe de Toscana.                                                      | Benedicto XIII       | Mujer                |
| 1736                | María Josefa de Austria, mujer de Augusto III, rey de Polonia.                                                                 | Clemente XII         | Mujer                |
| 1759                | Francisco Loredan, dux de Venecia                                                                                              | Clemente XIII        | Hombre               |
| 1776                | María Cristina de Austria, mujer de Alberto, duque de Teschen y gobernador de los Países Bajos.                                | Pio VI               | Mujer                |
| 1780                | María Beatriz de Este, mujer de Fernando de Austria.                                                                           | Pio VI               | Mujer                |
| 1784                | María Amalia de Austria, mujer de Fernando I, duque de Parma.                                                                  | Pio VI               | Mujer                |
| 1790                | María Carolina de Austria, mujer de Fernando IV, rey de Nápoles y Sicilia.                                                     | Pio VI               | Mujer                |
| 1819                | Carolina Augusta de Baviera, mujer de Francisco I, emperador de Austria.                                                       | Pio VII              | Mujer                |
| 1825                | María Teresa de Austria-Este, viuda de Víctor Manuel I de Cerdeña.                                                             | León XII             | Mujer                |
| 1830                | Catedral de Santa María de la Asunción (Cingoli)                                                                               | Pio VIII             | Iglesia              |
| 1832                | María Ana de Cerdeña, mujer de Fernando V, rey de Hungría.                                                                     | Gregorio XVI         | Mujer                |
| 1833                | Basílica de San Marcos (Venecia)                                                                                               | Gregorio XVI         | Iglesia              |
| 1842                | María II, reina de Portugal | Gregorio XVI         | Mujer                |
| 1848                | María Pía de Cerdeña | Pio IX               | Mujer                |
| 1849                | María Teresa de Austria-Teschen, mujer de Fernando II de las Dos Sicilias.                                                     | Pio IX               | Mujer                |
| 1856                | Eugenia, condesa de Montijo, mujer de Napoleón III, emperador de los franceses.                                                | Pio IX               | Mujer                |
| 1861                | María Sofía en Baviera, mujer de Francisco II, rey de las Dos Sicilias                                                         | Pio IX               | Mujer                |
| 1868                | Isabel II, reina de España | Pio IX               | Mujer                |
| 1869                | Isabel en Baviera, mujer de Francisco José, emperador de Austria.                                                              | Pio IX               | Mujer                |
| 1870                | Iglesia de San Antonio de los Portugueses (Roma)                                                                               | Pio IX               | Iglesia              |
| 1877                | Santuario de Nuestra Señora de Lourdes (Lourdes)                                                                               | Pio IX               | Iglesia              |
| 1886                | María Cristina de Austria, viuda de Alfonso XII, rey de España.                                                                | León XIII            | Mujer                |
| 1888                | Isabel, Princesa Imperial del Brasil.                                                                                          | León XIII            | Mujer                |
| 1892                | Amalia de Francia, mujer de Carlos I, rey de Portugal.                                                                         | León XIII            | Mujer                |
| 1893                | María Enriqueta de Austria, mujer de Leopoldo II, rey de los Belgas                                                            | León XIII            | Mujer                |
| 1923                | Victoria Eugenia de Battemberg, mujer de Alfonso XIII, rey de España.                                                          | Pío XI               | Mujer                |
| 1926                | Isabel en Baviera, mujer de Alberto I, rey de los Belgas                                                                       | Pío XI               | Mujer                |
| 1937                | Elena de Montenegro, mujer de Víctor Manuel III, rey de Italia.                                                                | Pío XI               | Mujer                |
| 1953                | Catedral de Santa Catalina (Goa)                                                                                               | Pío XII              | Iglesia              |
| 1956                | Carlota, gran duquesa de Luxemburgo                                                                                            | Pío XII              | Mujer                |

### Advocaciones de la Virgen María

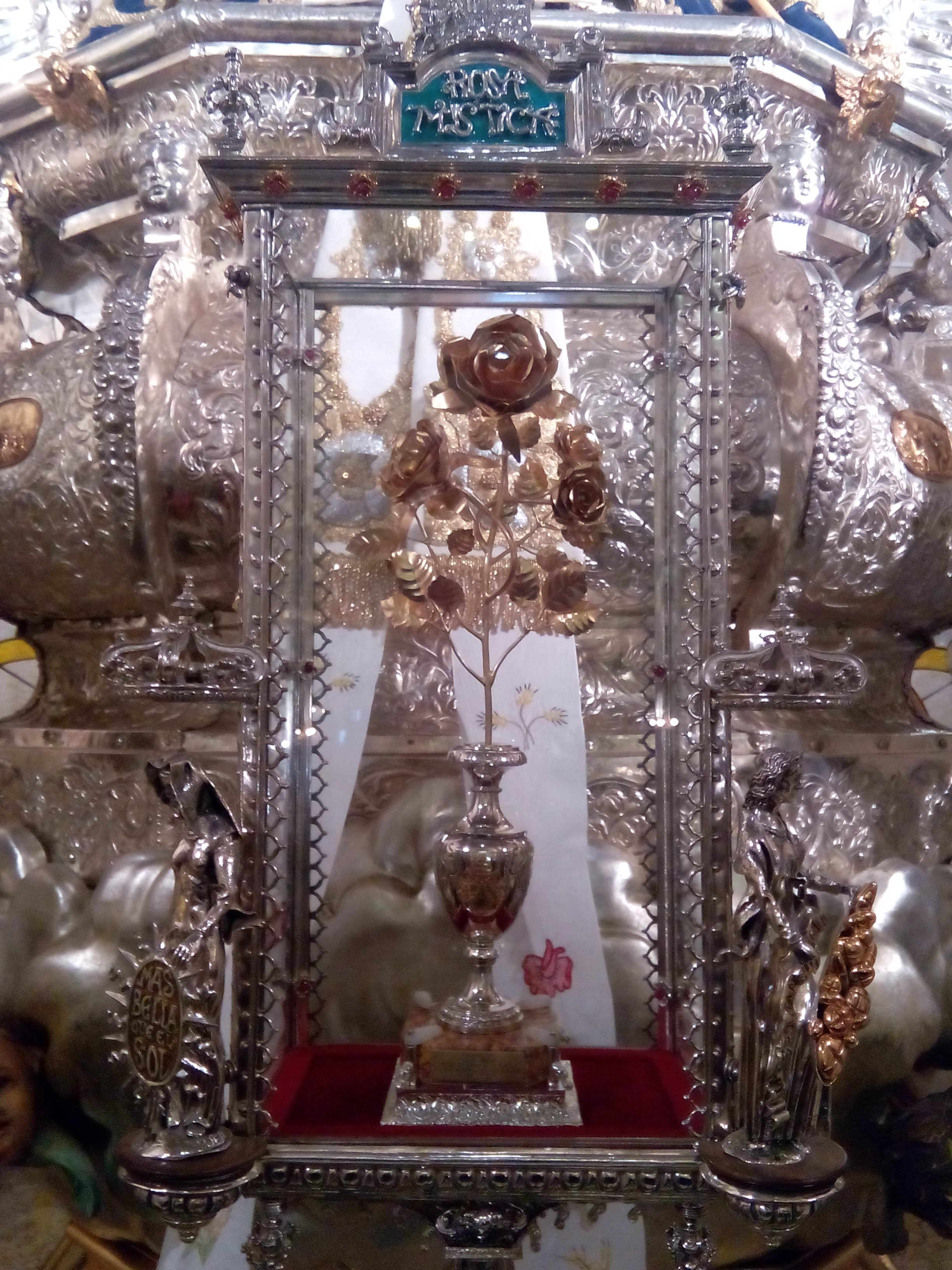
Rosa de Oro concedida a la Virgen de la Cabeza (España).

- Nuestra Señora de Fátima, Portugal por Pablo VI en 1967, por Benedicto XVI en 2010, por Francisco en 2017.
- Nuestra Señora de Luján, Argentina, por Juan Pablo II en 1982.[37]
- Nuestra Señora de Guadalupe, México.
- Nuestra Señora de Loreto, Italia.
- Nuestra Señora de la Evangelización, Lima, Perú, por Juan Pablo II en 1988.[38]
- Nuestra Señora de Jasna Góra, Częstochowa, Polonia, por Benedicto XVI en 2006.
- Nuestra Señora Aparecida, Brasil, por Pablo VI en 1967, por Benedicto XVI en 2007, por Francisco en 2017.[39]
- Nuestra Señora de Roio, Italia, por Benedicto XVI en 2009.[40]
- Nuestra Señora de la Cabeza, España, por Benedicto XVI en 2009.[41]
- Virgen del Valle, Catamarca, Argentina, por Benedicto XVI en 2010
- Nuestra Señora del Socorro de Valencia, Venezuela, por Benedicto XVI en 2010.
- Nuestra Señora de la Caridad del Cobre, Cuba, por Benedicto XVI en 2012.[42]
- Nuestra Señora de Guadalupe, México, por Francisco en 2013.
- Nuestra Señora de la Antigua, Panamá, por Francisco en 2019.[43]
- Nuestra Señora de Csíksomlyó, Rumanía, por Francisco en 2019.
- Virgen Dolorosa de Šaštín, patrona de Eslovaquia por el papa Francisco en 2021.[44]
- Nuestra Señora de la Altagracia, República Dominicana, por Francisco en 2022.[45]
- Nuestra Señora de Montserrat (provincia de Barcelona), por Francisco en 2023.
- Virgen Salus Populi Romani, Roma, Italia, por Francisco en 2023.
- Nuestra Señora de la Paz y del Buen Viaje, Antipolo, Filipinas, por Francisco en 2024. [46]
- Nuestra Señora de la Esperanza Macarena, Sevilla, España, por Francisco en 2024.